# Hans Jüttner
Hans Gustav Gottlob Jüttner (Schmiegel, 2 maart 1894 - Bad Tölz, Beieren, 25 mei 1965) was een chef van het SS-Führungshauptamt en SS-Obergruppenführer en Generaal in de Waffen-SS. Van 21 juli 1944 tot april 1945 was Jüttner chef van het reserveleger (Ersatzheer).

## Het begin
Na zijn gymnasiumopleiding begon Hans Jüttner, de jongere broer van de latere SA-generaal Max Jüttner, met een opleiding in het bankwezen. Bij het begin van de Eerste Wereldoorlog meldde hij zich als vrijwilliger en trad in de dienst van het Deutsches Heer. In 1915 werd hij bevorderd tot Leutnant, en in 1920 zwaaide hij af als Oberleutnant. Daarna was hij korte tijd als vrijkorpsstrijder actief. Om in zijn levensonderhoud te voorzien ging hij in de handel. Vanaf 1928 werkte hij als zelfstandig ondernemer.

## Carrière in de nazi-partij
In 1931 werd hij lid van de NSDAP (nr. 541 163) en de SA. In 1933 werd Jüttner universiteitssportleraar in Breslau en werd belast met het leiden van het SA-Hochschulamt aldaar. In het volgende jaar werd hij leider van de SA-opleiding in München.
In mei 1935 ging hij over naar de SS-Verfügungstruppe (SS-VT), later de Waffen-SS (SS-nr 264 497). Op 1 september 1936 werd hij bevorderd tot SS-Sturmbannführer en werd hij overgeplaatst naar de inspectiediensten van de SS-ondersteuningstroepen in Berlijn. Begin 1939 werd Jüttner inspecteur van de reservetroepen van de SS-VT-Divisie. Begin 1940 werd hij commandant.
In de zomer van hetzelfde jaar werd Jüttner bevorderd tot stafchef van het nieuw gecreëerde SS-Führungshauptamt. Hij was nu verantwoordelijk voor het organisatorische en administratieve beheer van de Waffen-SS en werd medeverantwoordelijk voor de organisatie van de concentratiekampen. Op 20 april 1941 werd hij bevorderd tot SS-Gruppenführer en Generalleutnant van de Waffen-SS en uiteindelijk op 21 juli 1943 tot SS-Obergruppenführer en General der Waffen-SS. Op 30 januari 1943 bracht hij het tot leider van het SS-Führungshauptamt.
Op 21 juli 1944 werd Jüttner chef van het reserveleger als plaatsvervanger van Heinrich Himmler. Hij was medeverantwoordelijk voor de inrichting van talrijke krijgsgevangenkampen, vooral die voor sovjet-krijgsgevangenen.

## Na de oorlog
Op 17 mei 1945 werd Jüttner door het Britse gezag gearresteerd. In maart 1948 werd hij door de denazificatierechtbank die hoorde bij het interneringskamp in Neustadt ingedeeld in de groep Hauptschuldige, tot tien jaar werkkamp veroordeeld met inbeslagname van zijn vermogen. In december 1949 werd hij door de kamer van hoger beroep te Gießen ingedeeld in de minder zware groep Belastete waarbij zijn straf werd veranderd naar vier jaar werkkamp.
In 1961 getuigde Jüttner voor de aanklager in de rechtszaak tegen Adolf Eichmann de 'architect' van de Holocaust. Hij was op dat moment eigenaar van een sanatorium in het Beierse kuuroord Bad Tölz. Daar was hij betrokken bij de oprichting van een afdeling van een revisionistische organisatie voor oud Waffen-SS'ers, HIAG (Hilfsgemeinschaft auf Gegenseitigkeit der Angehörigen der ehemaligen Waffen-SS). Bij zijn begrafenis in mei 1965 waren verschillende "Alte Kameraden" aanwezig en er werd een krans gelegd door HIAG-bestuurslid Karl Cerff. Daarna voerde de West-Duitse minister van Defensie Kai-Uwe von Hassel het woord.

## Carrière
Jüttner bekleedde verschillende rangen in zowel de Allgemeine-SS als Waffen-SS. De volgende tabel laat zien dat de bevorderingen niet synchroon liepen.
| Datum                     | Deutsches Heer       | Reichswehr                         | Sturmabteilung     | Allgemeine-SS          | Waffen-SS                       |
| ------------------------- | -------------------- | ---------------------------------- | ------------------ | ---------------------- | ------------------------------- |
| 7 augustus 1914           | Kriegsfreiwilliger   | —                                  | —                  | —                      | —                               |
| 15 mei 1915 - 14 mei 1915 | Leutnant der Reserve | —                                  | —                  | —                      | —                               |
| 6 juni 1920               | —                    | Charakter Oberleutnant der Reserve | —                  | —                      | —                               |
|                           | —                    | Hauptmann der Reserve              | —                  | —                      | —                               |
| 1930                      | —                    | Major der Reserve                  | —                  | —                      | —                               |
| 1931 - 1 februari 1935    | —                    | —                                  | SA-Sturmführer     | —                      | —                               |
| 15 april 1933             | —                    | —                                  | SA-Sturmbannführer | —                      | —                               |
| 17 mei 1935               | —                    | —                                  | —                  | SS-Hauptsturmführer    | —                               |
| 13 september 1936         | —                    | —                                  | —                  | SS-Sturmbannführer     | —                               |
| 9 november 1937           | —                    | —                                  | —                  | SS-Obersturmbannführer | —                               |
| 30 januari 1939           | —                    | —                                  | —                  | SS-Standartenführer    | —                               |
| 1 december 1939           | —                    | —                                  | —                  | SS-Oberführer          | —                               |
| 20 april 1940             | —                    | —                                  | —                  | SS-Brigadeführer       | Generalmajor in de Waffen-SS    |
| 20 april 1941             | —                    | —                                  | —                  | SS-Gruppenführer       | Generalleutnant in de Waffen-SS |
| 21 juni 1944              | —                    | —                                  | —                  | SS-Obergruppenführer   | Generaal in de Waffen-SS        |

## Lidmaatschapsnummers
- NSDAP-nr.: 541 163 (lid geworden op 1 juni 1931[10][17])
- SS-nr.: 264 497 (lid geworden op 17 mei 1935[10][17])

## Decoraties
Selectie:

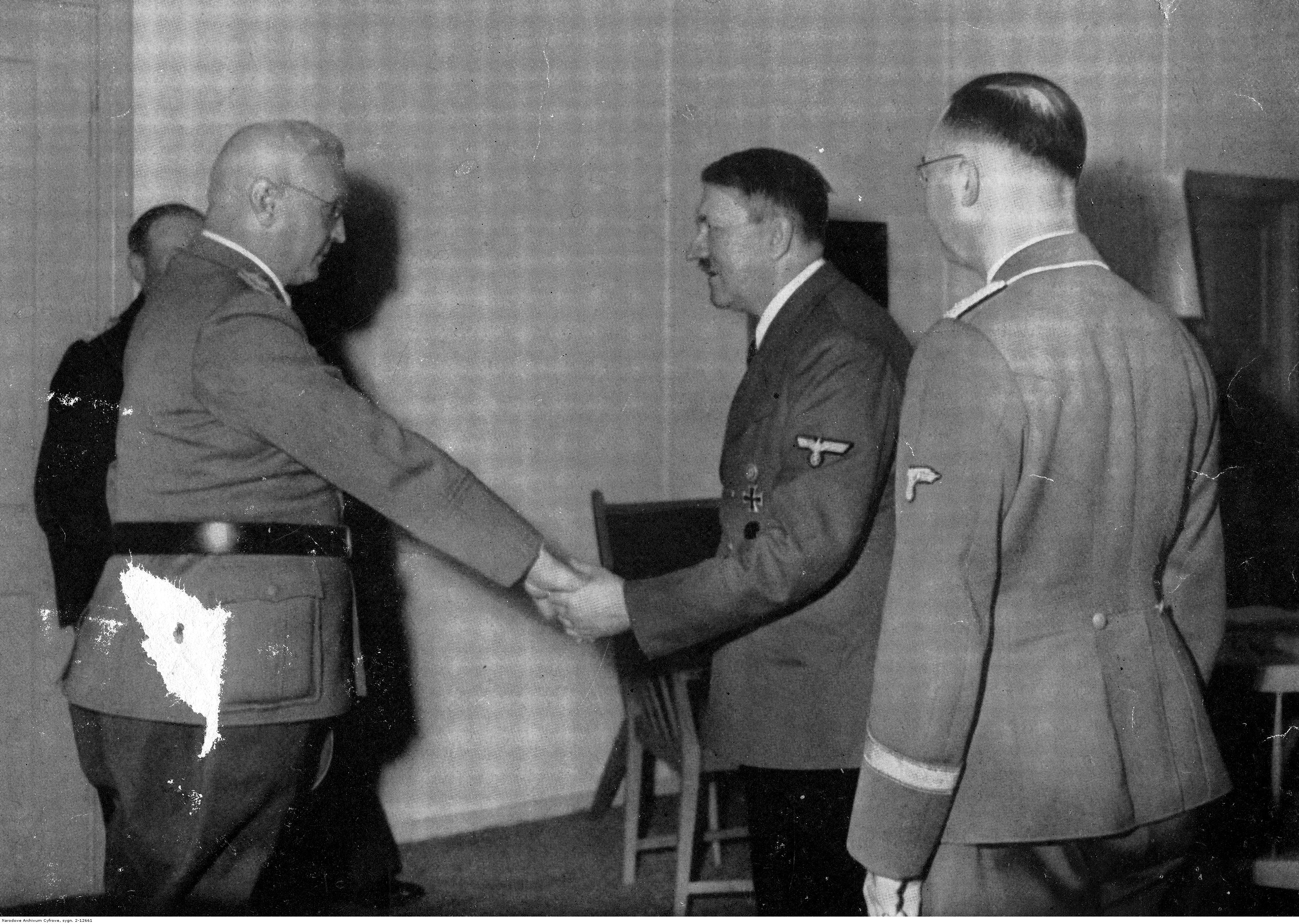
SS-Obergruppenführer Hans Jüttner begroet de Führer. De Reichsführer-SS kijkt mee. De foto is waarschijnlijk genomen tijdens de uitreiking van het Ridderkruis van het Kruis voor Oorlogsverdienste aan Jüttner in de Wolfsschanze.

- IJzeren Kruis 1914, 1e Klasse[15][13] en 2e Klasse[13][12][10]
- Herhalingsgesp bij IJzeren Kruis 1939, 1e Klasse (12 juli 1943 (beide klasse[10]) en 2e Klasse[12]
- Kruis voor Oorlogsverdienste, 1e Klasse  en 2e Klasse met Zwaarden[12]
- Duitse Kruis in zilver op 5 februari 1943[18][13][12]- 1 juli 1943[10] als SS-Obergruppenführer en Generaal in de Waffen-SS[18]
- Ridderkruis van het Kruis voor Oorlogsverdienste met Zwaarden op 30 oktober 1944[13][12][10]
- Julleuchter der SS[13][12]op 16 december 1935[10]
- Erekruis voor Frontstrijders in de Wereldoorlog[12][10][15]
- IJzeren Halve Maan[19][10]
- Gewondeninsigne 1918 in zwart[15][10]
- Gouden Ereteken van de NSDAP op 30 januari 1943[10]
- Commandeur der Eerste Klasse in de Orde van de Witte Roos met Zwaarden op 26 augustus 1942[10]

## Afkorting
- mit der Wahrnehmung der Geschäfte beauftragt (m.d.W.d.G.b.) - vrije vertaling: met de waarneming van de functie belast